# Bombardez le quartier général
Bombardez le quartier général – Mon Dazibao (chinois : 炮打司令部——我的一张大字报 ; pinyin : Pào dǎ sīlìng bù——wǒ de yī zhāng dàzì bào), aussi traduit Feu sur le quartier général, est une courte tribune de Mao Zedong le 5 août 1966 durant la onzième session plénière du Huitième comité central du Parti communiste chinois et parue le même jour dans le journal officiel du Parti communiste chinois, Le Quotidien du Peuple. Cette publication est interprétée comme visant directement Liu Shaoqi et Deng Xiaoping, alors chargés de la gestion des affaires quotidiennes du gouvernement chinois et qui tâchaient de calmer l'hystérie de masse qui s'était formée dans plusieurs universités de Pékin depuis l'édition de la circulaire du 16 mai, par laquelle Mao lançait officiellement la révolution culturelle,.
Des persécutions de masse à plus grande échelle commencent avec la publication de ce dazibao, entraînant une vague de troubles dans le pays et la mort de plusieurs milliers d'« ennemis de classe », notamment Liu Shaoqi,.
Deux ans après la publication de ce texte, une nouvelle directive de Mao Zedong appelle à l'obéissance au pouvoir central et à la fin des troubles.

## Texte original
L'original : 
全国第一张马列主义的大字报和人民日报评论员的评论，写得何等好呵！请同志们重读这一张大字报和这个评论。可是在50多天里，从中央到地方的某些领导同志，却反其道而行之，站在反动的资产阶级立场上，实行资产阶级专政，将无产阶级轰轰烈烈的文化大革命运动打下去，颠倒是非，混淆黑白，围剿革命派，压制不同意见，实行白色恐怖，自以为得意，长资产阶级的威风，灭无产阶级的志气，又何其毒也！联想到1962年的右倾和1964年形“左”实右的错误倾向，岂不是可以发人深醒的吗？
Voici la traduction en français :
« Le premier dazibao marxiste-léniniste de Chine et l’article du commentateur du Quotidien du Peuple sont effectivement très bien écrits ! Camarades, lisez-les à nouveau s’il vous plaît ! Mais depuis plus de 50 jours, certains camarades dirigeants du gouvernement central jusqu’aux niveaux locaux ont agi dans une direction diamétralement opposée ! Adoptant les positions réactionnaires de la bourgeoisie, ils ont promu une dictature bourgeoise et ont abattu le mouvement tumultueux de la grande révolution culturelle prolétarienne. Ils ont interverti les faits et ils ont confondu le blanc et le noir, encerclé et combattu les révolutionnaires, étouffé les opinions contraires aux leurs, imposé une terreur blanche, et sont contents d’eux-mêmes. Ils ont alimenté les grands airs de la bourgeoisie et mis fin à la détermination du prolétariat. Quelle perfidie ! Quand on associe cela avec la Déviation droitière de 1962 et la mauvaise tendance de 1964 qui était de “Gauche” pour la forme mais de “Droite” dans son essence, cela ne devrait-il pas complètement nous éveiller ? »